# Pendaloma
Pendaloma is een geslacht van tweekleppigen uit de  familie van de Periplomatidae.

## Soorten
- Pendaloma micans (Hedley, 1901)
- Pendaloma otohimeae (Habe, 1952)